# Juan José Mora
Juan José Mora is een gemeente in de Venezolaanse staat Carabobo. De gemeente telt 71.000 inwoners. De hoofdplaats is Morón.